# Jules Férat

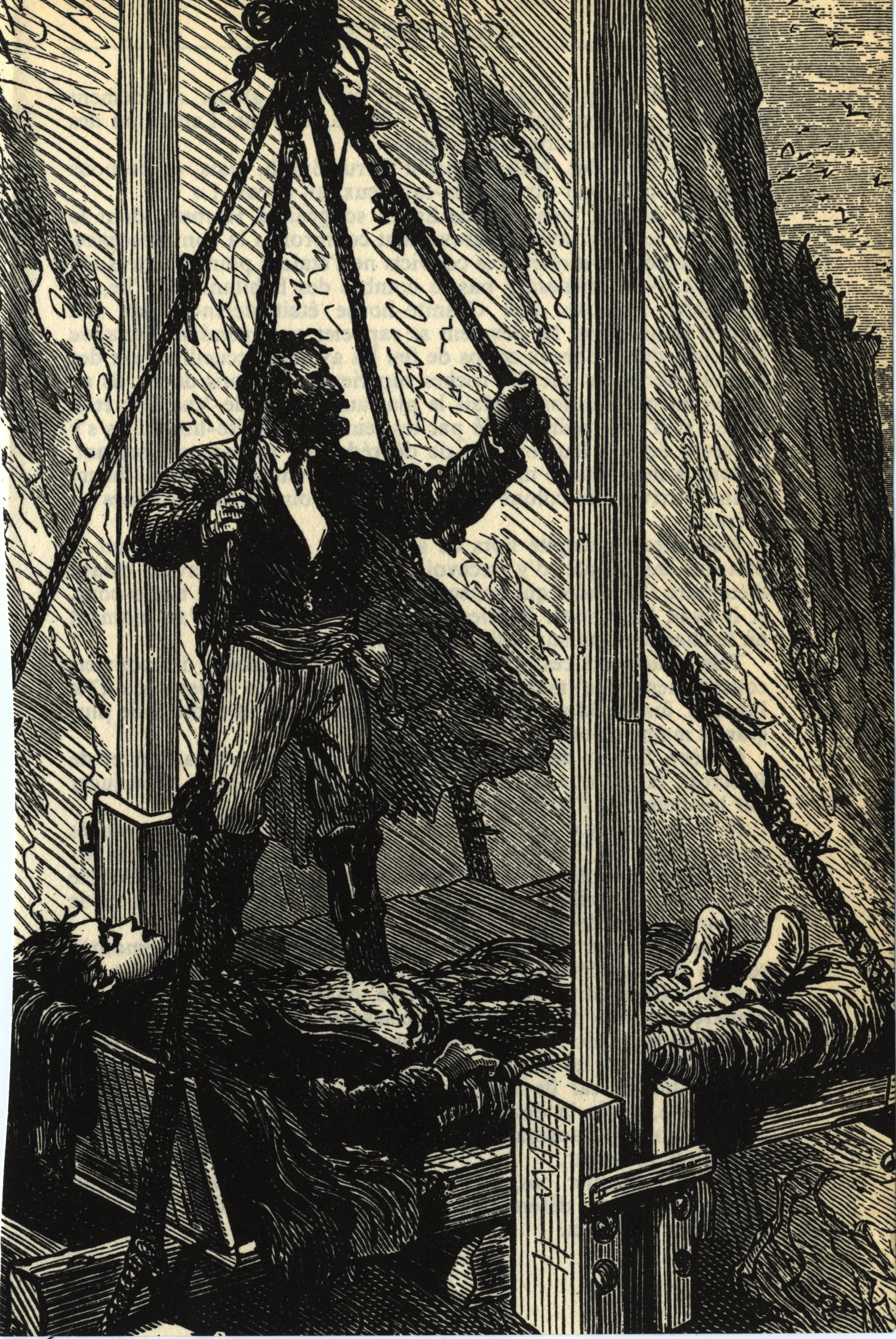
Eine Férat-Illustration aus Vernes Geheimnisvoller Insel

Jules Férat (* 28. November 1829 in Ham; † 6. Juni 1906 in Paris) war ein französischer Illustrator, der in seinen Grafiken Arbeiter in Fabriken darstellte. Er illustrierte unter anderem Werke von Jules Verne, Edgar Allan Poe und Victor Hugo.